# Schelten
Schelten (tot 1914 officieel in het Frans La Scheulte) is een gemeente en plaats in het Zwitserse kanton Bern, en maakt deel uit van het district Jura bernois.
Schelten telt 40 inwoners.